# Anastasios Papapetrou
Anastasios Papapetrou (in greco Αναστάσιος Παπαπέτρου?; 13 gennaio 1985) è un arbitro di calcio greco.

## Carriera
In Grecia esordisce in massima serie nella stagione 2011-2012, designato per l'incontro tra Ergotelīs e Doxa Dramas. Nel 2016 viene promosso ad arbitro internazionale.
Ha debuttato a livello internazionale il 7 luglio 2016 dirigendo l'incontro valido per le qualificazioni di Europa League tra Hibernians e Spartak Trnava.
L'11 novembre 2018 è chiamato a officiare l'incontro tra Zurigo e Sion, valido per il campionato di Super League svizzera.